# Фібриляція
Фібриля́ція (або Миготі́ння) — мимовільні неузгоджені скорочення волокон серцевого м'язу (фібрил), за яких серце не в змозі гнати кров судинами.
Фібриляція серця може настати внаслідок проходження крізь тіло людини шляхом рука-рука або рука-ноги, змінного струму більше 50 мА частотою 50 Гц впродовж кількох секунд. Струми силою менше 50 мА тієї ж частоти, фібриляцію серця у людини не викликають.
| Проводимість крові |                                           |
| Синусний ритм      | Миготлива аритмія (Фібриляція передсердь) |

## Фібриляція передсердь
Фібриляція (Миготіння) передсердь — це таке порушення ритму серця, при якому протягом всього серцевого циклу спостерігається часте (від 350 до 700 на хвилину) невпорядковане, мимовільне збудження та скорочення окремих груп м'язових волокон передсердь, кожна з яких фактично є тепер свого роду ектопічним джерелом імпульсації.
При цьому збудження та скорочення передсердя як єдиного цілого відсутнє.

## Фібриляція шлуночків
Фібриляція (Миготіння) шлуночків — це часте (до 200—500 ударів на хвилину) нерівномірне, ациклічне, мимовільне збудження та скорочення окремих м'язових волокон шлуночків.
Виникає у підсумку швидкого колового руху хвилі збудження по міокарду шлуночків внаслідок дії механізму re-entry. Напрямок руху хвилі збудження постійно змінюється, що призводить до неузгодженого мимовільного збудження та скорочення окремих груп м'язових волокон шлуночків.